# Josef Ignaz Schroth
Josef Ignaz Schroth (* 2. Januar 1764 in Fertőd; † 16. September 1797 in Wien) war ein österreichischer Bildhauer.
Josef Ignaz Schroth war der Sohn des Bildhauers Johann Friedrich Schroth (1736–1803) und Bruder des Bildhauers Jacob Schroth (1773–1831).
Sein Sohn war der Bildhauer und Maler Andreas Schroth (1791–1865).